# Piéride orangée
Eurema nicippe
Espèce
La Piéride orangée (Eurema nicippe) est un insecte lépidoptère de la famille des Pieridae.

## Dénomination
Eurema nicippe a été nommé par Pieter Cramer en 1779.
Synonyme : Abaeis nicippe (Cramer, 1779); Papilio nicippe Cramer, [1779]; Terias nicippe ; Godman et Salvin, [1889]; Eurema nicippe flava ; Dyar, 1903,.

### Nom vernaculaire
- Piéride orangée[3],[1].

## Description
La Piéride orangée  est un papillon de taille moyenne (son envergure varie de 35 à 57 mm) au dessus de couleur orange vif largement bordé de noir aux antérieures comme aux postérieures,.
Le revers est de couleur jaune orangé.

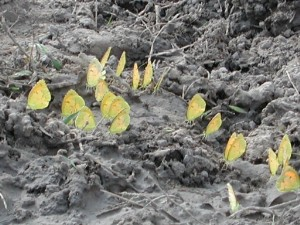
groupe de Piérides orangées

## Biologie
Dans le sud du Texas il vole toute l'année en quatre ou cinq générations.
Plus au nord c'est un migrateur dans presque l'ensemble du territoire des USA et exceptionnellement jusques dans le sud de l'Ontario au Canada,.

### Plantes hôtes
Les plantes hôtes de sa chenille sont des Cassia et des Trifolium.

## Écologie et distribution
La Piéride orangée réside au Mexique, au Costa Rica et dans le sud des USA
Il est migrateur habituel dans tout le sud et le centre des USA, mais pas dans les zones montagneuses, assez rarement dans les états limitrophes du Canada avec comme limite le sud de l'Ontario au Canada ,.

### Biotope
Il réside dans les friches, les jardins, le long des routes et dans d'autres habitats.

### Protection
Pas de statut de protection particulier.

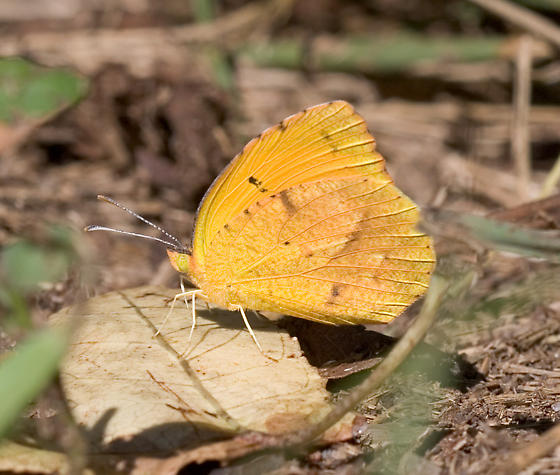
Piéride orangée

## Philatélie
Ce papillon figure sur une émission de Cuba de 1997 (valeur faciale : 10 c.).